# 吴耀宗

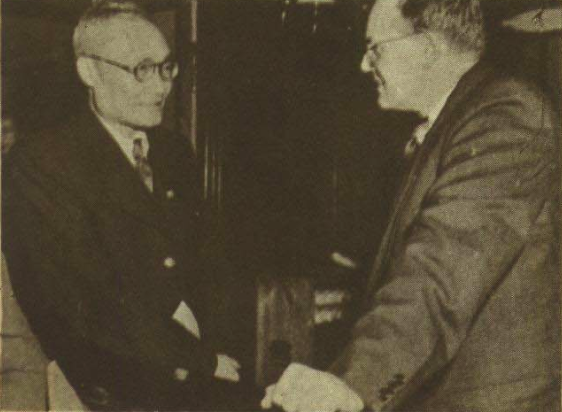
1951年，世界和平理事会中国代表吴耀宗与加拿大代表文幼章

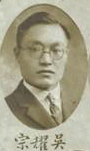

吴耀宗（1893年11月4日—1979年9月17日），男，廣東順德人，中国基督教三自爱国运动发起人。
中华人民共和国政府评价他是“爱国爱教的典范”；因其在信仰上属于社会福音派（现代派），被基要派基督徒（如王明道）讥之为不信派。否定三自爱国运动的人士，斥他为“披上宗教外衣的共党特务”、“基督教的叛徒”。

## 生平
吴耀宗生於广州一个非基督徒木材商人家庭。1913年进入北京税务学堂。（所以能讲一口标准国语）。毕业后在海关供职。1918年受洗加入北京公理會，1920年任北京基督教青年会学校部干事。1924年去美国纽约协和神学院（属于现代派神学）及哥伦比亚大学攻读神学、哲学，获哲学硕士学位。1927年返国，在上海任职于中华基督教青年会全國協會校会组干事，后又兼任基督教唯爱社中国分社主任。
抗日战争爆发前夕，吴耀宗常与陶行知等人讨论时局，坚决主张抗日。1937年秋重返纽约协和神学院进修，翌年3月回国，改任中华基督教青年会全国协会出版部主任。抗战期间在重庆两度拜会周恩来。抗战胜利后返回上海。
1950年9月带头起草、发表题为《中国基督教在新中国建设中努力的途径》的宣言。号召实现自治、自養、自傳，断绝与海外教会的一切联系，建設“新中國下的基督教”。
1951年在基督教内组织开展控诉运动，批判亲美人士。这时，原来主要由西方传教差会支持的各大教派大体上都加入了三自运动，只有一些本土人士建立的教派未加入，如王明道在北京史家胡同建立的基督徒会堂和分布全国大部分地区的地方教会。吴耀宗诬告地方教会领导人倪柝声经济犯罪和生活作风等问题，导致1952年倪柝声被捕，以此恐吓不愿加入三自的各处地方教会和其它独立的教派团体。随后制造出倪柝声反革命集团案，上海和其它地方教会的多数骨干被抓，迫使少数人转向三自运动。
1954年，中国基督教三自爱国运动委员会正式成立，吴耀宗出任主席。未参加三自运动的基督教活动则陆续被禁止。1954年，他当选第一届全国人大代表。9月，他出席第一届全国人大第一次会议讨论宪法草案，期间并发言。
歷任中國基督教三自愛國運動委員會主席，中国人民救济总会副主席，第一屆、二屆、三屆、四屆、五屆全國人大常委會委員，政協第一屆、二屆、三屆、四屆全國委員會常務委員。
1966年，文化大革命爆發，三自爱国教会也未能幸免，吳耀宗被鬥，接受勞動改造。1979年9月17日在上海逝世。

## 其他
2004年至2005年，一部以吴耀宗为题材的主旋律电视剧《大爱》由于涉及到中国基督教的敏感话题，最终以流产告终。